# Where You Stand
| Recensione | Giudizio |
| ---------- | -------- |
| AllMusic   |          |

Where You Stand è un album studio del gruppo musicale britannico Travis, pubblicato nel 2013.

## Tracce
1. Mother – 3:58 (Andy Dunlop, Fran Healy, Dougie Payne, Neil Primrose)
2. Moving – 4:32 (Dougie Payne)
3. Reminder – 3:21 (Fran Healy)
4. Where You Stand – 3:39 (Fran Healy, Dougie Payne)
5. Warning Sign – 3:51 (Fran Healy)
6. Another Guy – 3:41 (Andy Dunlop, Fran Healy, Dougie Payne)
7. A Different Room – 3:58 (Dougie Payne)
8. New Shoes – 3:33 (Fran Healy)
9. On My Wall – 2:52 (Dougie Payne)
10. Boxes – 4:22 (Andy Dunlop, Fran Healy)
11. The Big Screen – 4:15 (Andy Dunlop, Fran Healy)

## Formazione
- Dougie Payne - basso, chitarra acustica, pianoforte, programmazione, cori
- Neil Primrose - batteria
- Andy Dunlop - chitarra elettrica, pianoforte, programmazione, cori
- Fran Healy - batteria, chitarra, voce, programmazione

## Classifiche
| Classifica                                    | Posizione migliore |
| --------------------------------------------- | ------------------ |
| Media Control Charts                          | 18                 |
| Ultratop 40                                   | 35                 |
| Ultratop 50                                   | 53                 |
| Syndicat national de l'édition phonographique | 104                |
| Media Control Charts                          | 6                  |
| Chart-Track                                   | 63                 |
| Oricon Albums Chart                           | 7                  |
| MegaCharts                                    | 46                 |
| VG-lista                                      | 16                 |
| The Official Charts Company                   | 1                  |
| PROMUSICAE                                    | 32                 |
| Schweizer Hitparade                           | 3                  |
| The Official Charts Company                   | 3                  |
| The Billboard 200                             | 100                |
| Top Independent Albums                        | 21                 |
| Alternative Albums                            | 19                 |
| Top Rock Albums                               | 30                 |